# Боднаровка (Каменец-Подольский район)
Боднаровка (укр. Боднарівка) — село в Каменец-Подольском районе Хмельницкой области Украины.
Население по переписи 2001 года составляло 494 человека. Почтовый индекс — 31637. Телефонный код — 3859. Код КОАТУУ — 6825282302.

## Местная власть
31614, Хмельницкая обл., Каменец-Подольский р-н, пгт Закупное, ул. Центральная, 9